# Het blauwe prieeltje
Het blauwe prieeltje is het 218de stripverhaal van Jommeke. De reeks wordt getekend door striptekenaar Jef Nys.

## Verhaal
De kinderen van Baron Jérôme de la Crotterie zijn nogal lastig. Geld is het probleem in het leven van de baron en zijn familie. Ze zijn op zoek naar een nieuw kasteel. Uiteindelijk komen ze bij het kasteel van Gravin van Stiepelteen terecht. Hij ontdekt later dat er ergens een fortuin in het kasteel zou verborgen zijn. De vrouw van de baron is immers de achternicht van de vorige eigenaar van dit kasteel. De baron en zijn familie besluiten om op bezoek te gaan bij Gravin van Stiepelteen. Ook Jommeke, Filiberke en Flip brengen een bezoekje maar ze ruiken direct onraad. Ze gaan op onderzoek. Ze komen erachter dat de baron en zijn familie op zoek zijn naar een fortuin. Na een tijd kent de jacht op het fortuin vervolgens zijn ontknoping maar dit blijkt dan voor de baron een grote ontgoocheling te zijn. Want de vorige eigenaar had zijn fortuin  reeds weggeschonken. Tot slot stelt de baron een edelmoedig gebaar en er komt een verzoening. Alles loopt goed af..

## Achtergronden bij het verhaal
- In album 17 wordt er vermeld dat de gravin het kasteel geërfd heeft terwijl in dit album er gezegd wordt dat de gravin het kasteel gekocht heeft.

## Achtergronden bij de uitgaven
- Dit album verscheen samen met album 11 De grote luchtreis uit de Langteen en Schommelbuik-reeks.